# Giovanni Vavassori
Giovanni Vavassori (Arcene, provincia de Bérgamo, Italia, 16 de enero de 1952) es un exfutbolista y entrenador italiano. Se desempeñaba en la posición de defensa.

## Trayectoria

### Como futbolista
Se formó en las categorías inferiores del Atalanta de Bérgamo. En 1970 pasó al primer equipo en la Serie B y la temporada siguiente debutó en la Serie A. Desde 1972 a 1977 militó en el Napoli, donde logró la Copa Italia 1975-76 y la Copa de la Liga anglo-italiana de 1976.
Luego volvió al Atalanta, jugando dos temporadas en la Serie A, dos en la Serie B y una en la Serie C1. Tras un año en el Cagliari, fue transferido al Campania, un equipo de Nápoles. En 1986 fue implicado en el escándalo de corrupción Totonero-bis y condenado a tres años de descalificación.

### Como entrenador
Empezó a entrenar a las categorías inferiores del Atalanta, ganando varios títulos como el Torneo Primavera en 1998. En 1999 fue nombrado técnico del primer equipo, con el que logró el ascenso inmediato a la Serie A. En las temporadas siguientes, el Atalanta finalizó en el séptimo y noveno lugar de la máxima división italiana; sin embargo, en el 2003 Vavassori fue cesado a pocas fechas del término de la temporada, con el Atalanta en las últimas posiciones de la tabla.
En 2004 fue contratado por el Ternana, pero dimitió tras pocos partidos, debido a unas incomprensiones con los jugadores. En la temporada 2005-06 entrenó al Genoa de la Serie C1, donde fue cesado y reemplazado por Attilio Perotti; sin embargo, al final de la temporada fue llamado otra vez y guio al club genovés al ascenso a la Serie B, ganando los Play-off. El 18 de abril de 2007 fichó por el Avellino y, tras ganar los Play-off contra el Foggia, logró otro ascenso a la Serie B.
El 12 de noviembre de 2007 se convirtió en el entrenador del Cesena, en el lugar de Fabrizio Castori. Fue cesado el 25 de febrero de 2008. El 10 de mayo de 2010 pasó al banquillo del Hellas Verona, para entrenar al club en ocasión de los Play-off de la tercera división italiana. Tras la derrota en la final ante el Pescara, dejó de ser el técnico de los vénetos.

## Selección nacional
Fue internacional en cuatro ocasiones con la Selección de fútbol de Italia Sub-21.

## Clubes

### Como jugador
| Club            | País   | Año       |
| --------------- | ------ | --------- |
| Atalanta BC     | Italia | 1970-1972 |
| SSC Napoli      | Italia | 1972-1977 |
| Atalanta BC     | Italia | 1977-1982 |
| Cagliari Calcio | Italia | 1982-1983 |
| SSC Campania    | Italia | 1983-1986 |

### Como entrenador
| Club                  | País   | Año       |
| --------------------- | ------ | --------- |
| Atalanta BC (juvenil) | Italia | 1997-1999 |
| Atalanta BC           | Italia | 1999-2003 |
| Ternana Calcio        | Italia | 2004-2005 |
| Genoa CFC             | Italia | 2005-2006 |
| US Avellino           | Italia | 2007      |
| AC Cesena             | Italia | 2007-2008 |
| Hellas Verona FC      | Italia | 2010      |

## Palmarés

### Campeonatos nacionales
| Título      | Club        | País   | Año     |
| ----------- | ----------- | ------ | ------- |
| Copa Italia | SSC Napoli  | Italia | 1975-76 |
| Serie C1    | Atalanta BC | Italia | 1981-82 |

### Campeonatos internacionales
| Título                         | Club       | País   | Año  |
| ------------------------------ | ---------- | ------ | ---- |
| Copa de la Liga anglo-italiana | SSC Napoli | Italia | 1976 |

### Campeonatos nacionales
| Título           | Club                  | País   | Año     |
| ---------------- | --------------------- | ------ | ------- |
| Torneo Primavera | Atalanta BC (juvenil) | Italia | 1997-98 |